# Палаццо Маттеи-Альбани-Дель Драго
Палаццо Маттеи-Альбани-Дель Драго, также известное как Палаццо Альбани-дель-Драго, ранее Палаццо Маттеи аль Квиринале и Палаццо Маттеи алле Кватро Фонтане (итал. Il Palazzo Mattei-Albani-Del Drago, Palazzo Albani Del Drago, Palazzo Mattei al Quirinale, Palazzo Mattei alle Quattro Fontane) — историческое здание в Риме, палаццо (дворец), расположенное на Квиринальском холме, на перекрёстке «Четырёх фонтанов» (Quattro Fontane). Названия возникли от расположения дворца, а также от фамилий сменявших друг друга владельцев: римских семей Маттеи, Альбани и Дель Драго. Данное палаццо следует отличать от Палаццо Маттеи в Болонье, Палаццо Дель Драго в Больсене и других, менее известных дворцов представителей этих семей.

## История

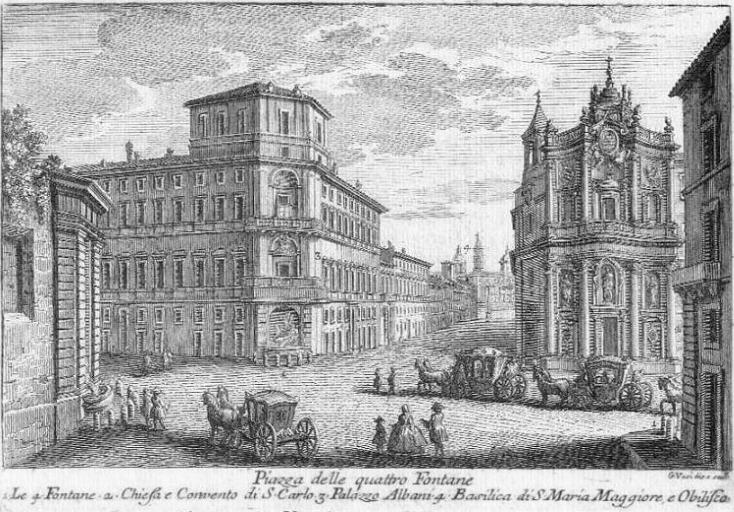
Площадь четырёх фонтанов, церковь Сан-Карло и Палаццо Альбани. 1752. Офорт Дж. Вази

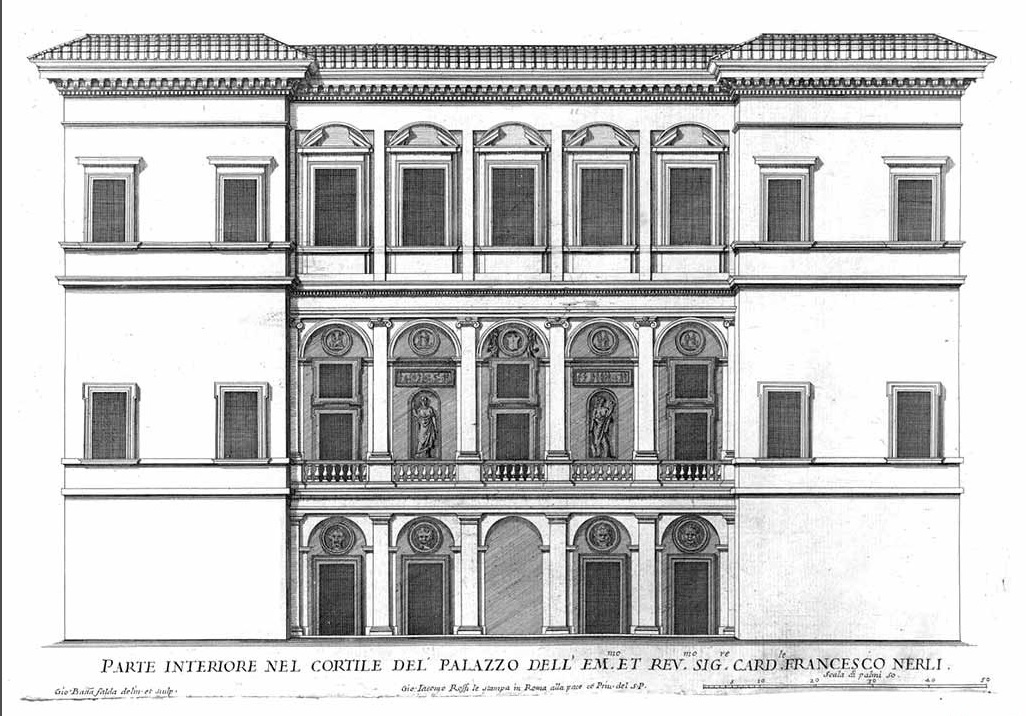
Фасад палаццо с внутреннего двора. Офорт Дж. Б. Фальда

Дворец, вероятно, был построен по проекту архитектора Доменико Фонтаны между 1587 и 1590 годами для Муцио Маттеи на одном из его виноградников на Квиринальском холме в связи с масштабными работами по выравниванию и строительству дороги Феличе (которая в этом месте пересекала улицу Пиа). Градостроительные работы в этом районе проводились усилиями пап Пия IV, Григория XIII и Сикста V. В рамках того же городского проекта вокруг образовавшегося нового перекрёстка Франческо Борромини построил четыре монументальных фонтана (строительство которых частично финансировалось Муцио), один из которых, Арно, был поставлен в углу строящегося здания.
Затем палаццо было приобретено в 1664 году кардиналом Карло Массимо у соседних монахинь Святой Терезы, которого в 1677 году сменил другой кардинал, Франческо Нерли. Вместе со зданием он приобрел и часть художественной коллекции кардинала Массимо.
После его смерти в 1708 году дворец перешёл в ведение больницы для душевнобольных на Пьяцца Колонна, а затем был куплен в 1721 году за 23 000 скуди третьим кардиналом, Алессандро Альбани, или, что более вероятно, его братом Карло. Благодаря работам, приписываемым архитектору Алессандро Спекки, возникли важные изменения: лоджия на первом этаже была преобразована в галерею c фресками Джованни Паоло Паннини (1720). Спекки позаботился также о саде и строительстве башни бельведера, расположенной на углу перекрестка «Четырёх фонтанов» над фонтаном Арно.
Кардинал Альбани разместил во дворце часть своей коллекции античных статуй и картин, которая затем была перенесена на виллу Альбани на Виа Салария, а также устроил внушительную библиотеку. Комнаты на первом этаже и апартаменты на втором, благородном этаже (piano nobile) соединены парадной лестницей, которая начинается с главного двора. В 1721 году Филиппо Бариджони начал новые работы по расширению дворца. Заслуживают внимания украшения в стиле барокко на потолках некоторых комнат первого этажа, созданные Джованни Одацци в 1722 году.
В 1798 году дворец и вилла Альбани подверглись разграблению французскими войсками, многие сохранившиеся в них произведения искусства были украдены, а другие оказались в императорских коллекциях в Вене. В 1858 году банкиров Киджи, наследников Альбани, сменила королева Мария Кристина, вдова Фердинанда VII Испанcкого, которая купила дворец для своей дочери Милагрос, вышедшей замуж за Филиппо Массимилиано Дель Драго, чьи наследники продолжают владеть зданием до настоящего времени. Реставрационные и прочие работы были выполнены в XX веке архитектором Клементе Бузири Вичи.